# 亞謝尼齊亞-西利納
49°20′8″N 23°21′33″E / 49.33556°N 23.35917°E
亞謝尼齊亞-西利納（烏克蘭語：Ясениця-Сільна），是烏克蘭的村落，位於該國西部利沃夫州，由德羅霍貝奇區負責管轄，始建於1110年，面積42.3平方公里，人口1,300，人口密度每平方公里33.7人。